# Turné 2007: Corrida
Turné 2007: Corrida bylo koncertní turné české rockové skupiny Kabát. Konalo se na podporu alba Corrida a jednalo se o druhé open-air turné v historii skupiny. Celková návštěvnost se pohybovala kolem 240 000 diváků.

## Přehled
Skupina Kabát v roce 2006 připravovala další studiové album Corrida, k němuž měla vyjet na propagační halové turné, termín vydání se ale prodloužil, alternativou tedy bylo uspořádání historicky druhého turné pod širým nebem. Mezitím Kabát reprezentoval Česko na soutěži Eurovision Song Contest 2007 ve finských Helsinkách, kde s písni "Malá dáma" neuspěl a vypadl tak v semifinále. Záhy po návratu se kapela pustila do zkoušek na turné, jehož koncertní repertoár zahrnoval právě písně z novinkové Corridy.
Scéna měla vytvářet iluzi arén na španělskou koridu v industriálním vhledu. Byla 50m široká, 16m vysoká, 20m hluboká. Hlavní část pódia byla zastřešena průhlednou střechou, dále scéna disponovala dvěma LED obrazovkami, středovým molem do diváků a dvěma postranními rampami. Na vrcholu scény byly vztyčeny tři vlajky španělských barev s logem kapely a symbolem „orožené“ růže z obalu alba Corrida. Scénu vozilo devatenáct kamionů a stavělo ji sedmdesát lidí.
Turné sklidilo mimořádný úspěch, celkově turné vidělo asi 240 000 diváků. Průměrná návštěvnost jednoho koncertu činila až 20 000 diváků. Rekord turné padl na dříve vojenském letišti, dnes festivalparku v Hradci Králové, kam zavítalo cca 25 000 lidí.
Z pražského koncertu na Lehkoatletickém stadionu Slavia Praha vznikl takřka celý záznam, jenž vyšel na DVD pod názvem Corrida 2007.

## Setlist
Seznam uvádí všechny písně, které skupina odehrála za většinu turné. Bráno v potaz je pouze 5 z 10 setlistů z koncertů turné, ostatní se nedochovaly nebo jsou neúplně zaznamenané .
Děvky ty to znaj
- "Porcelánový prasata"
- "Žízeň"
- "Moderní děvče"

Colorado
- "Nejsem z USA"
- "Starej bar"
- "Colorado"

Země plná trpaslíků
- "Tak teda pojď"
- "Láďa"

Čert na koze jel
- "Všechno bude jako dřív"

MegaHu
- "Bruce Willis"
- "Šaman"

Go satane go
- "Go satane go"
- "V pekle sudy válej"
- "Bára"

Suma Sumárum: The Best Of
- "Pohoda"

Dole v dole
- "Dole v dole"
- "Stará Lou"
- "Kalamity Jane"
- "Frau Vogelrauch"
- "Shořel náš dům"

Corrida
- "Intro"
- "Corrida"
- "Burlaci"
- "Úsměv pana Lloyda"
- "Malá dáma"
- "Raci v práci (s.r.o.)"
- "Buldozerem"
- "Joy"
- "Kůže líná od Kolína"
- "Kdoví jestli"

Setlist 
1. "Intro"
2. " Corrida
3. "Buldozerem"
4. "V pekle sudy válej"
5. "Bára"
6. "Kůže líná od Kolína"
7. "Starej bar"
8. "Frau Vogelrauch"
9. "Stará Lou"
10. "Porcelánový prasata"
11. "Bruce Willis"
12. "Raci v práci (s.r.o.)"
13. "Go satane go"
14. "Joy"
15. "Úsměv pana Lloyda"
16. "Malá dáma"
17. "Všechno bude jako dřív"
18. "Tak teda pojď"
19. "Šaman"
20. "Dole v dole"
21. "Kalamity Jane"
22. "Shořel náš dům"
23. "Pohoda"
24. "Žízeň"
25. "Moderní děvče"
Přídavek
26. "Burlaci"
27. "Láďa"
28. "Colorado"
29. "Kdoví jestli"

## Seznam koncertů
| Datum           | Město             | Místo                               | Předkapela        |
| --------------- | ----------------- | ----------------------------------- | ----------------- |
| 15. května 2007 | Brno              | Brněnské výstaviště                 | Mewa/Walda Gang   |
| 18. května 2007 | Olomouc           | Atletický stadion TJ Lokomotiva     | Mewa/Walda Gang   |
| 21. května 2007 | Ostrava           | Atletický stadion Sareza - Poruba   | Mewa/Walda Gang   |
| 29. května 2007 | Liberec           | Městský stadion                     | Mewa/Walda Gang   |
| 1. června 2007  | Plzeň             | Fotbalový stadion TJ Lokomotiva     | Mewa/Walda Gang   |
| 5. června 2007  | Praha             | Lehkoatletický stadion Slavia Praha | Mewa/Walda Gang   |
| 8. června 2007  | Hradec Králové    | Festivalpark                        | Mewa/Walda Gang   |
| 12. června 2007 | České Budějovice  | Fotbalový stadion Střelecký ostrov  | Mewa/Walda Gang   |
| 15. června 2007 | Ústí nad Labem    | Fotbalový stadion TJ Chemička       | Mewa/Walda Gang   |
| 18. června 2007 | Karlovy Vary      | Atletický stadion AC Start          | Mewa/Walda Gang   |
| 23. června 2007 | Jihlava           | Fotbalový stadion FC Vysočina       | Mewa/Tlustá Berta |
| 26. června 2007 | Pardubice         | Dostihové závodiště Pardubice       | Mewa/Walda Gang   |
| 29. června 2007 | Otrokovice (Zlín) | Letiště Moravan Aviation            | Mewa/Walda Gang   |

## Sestava
Kabát
- Josef Vojtek – zpěv, kytara, harmonika
- Milan Špalek – baskytara, kytara, doprovodný zpěv, zpěv
- Ota Váňa – kytara, banjo, doprovodný zpěv
- Tomáš Krulich – kytara, baskytara, doprovodný zpěv
- Radek "Hurvajs" Hurčík – bicí, doprovodný zpěv